# Ashwell (Rutland)
Ashwell is een civil parish in het bestuurlijke gebied Rutland, in het Engelse graafschap Rutland met 269 inwoners.

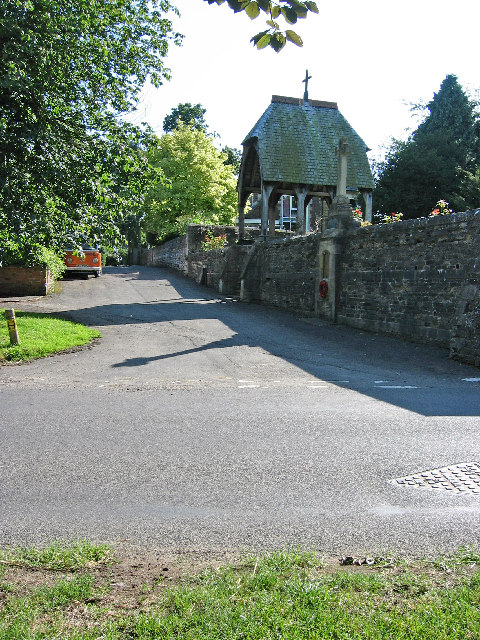
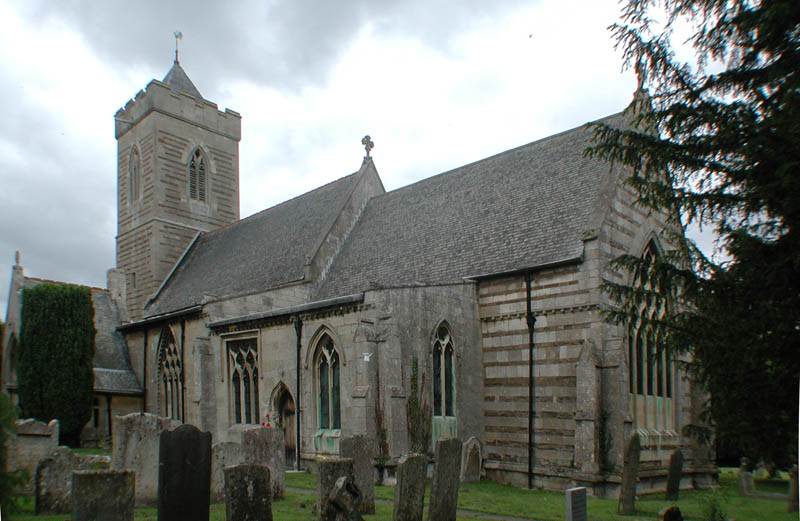